# Chi trả dịch vụ môi trường
Ý tưởng cơ bản về “chi trả dịch vụ môi trường”, (tiếng Anh: Payments for ecosystem services (PES)), là tạo ra lợi ích cho các cá nhân và
cộng đồng (chủ yếu khuyến khích các chủ đất và nông dân) để bảo vệ các dịch vụ môi trường bằng cách bồi hoàn cho họ khoản chi phí phát sinh từ việc
quản lý và cung cấp những dịch vụ này (Mayrand và Paquin 2004).

## Yếu tố
Theo định nghĩa kinh điển của Wunder (2005), PES bao gồm năm yếu tố chính là:
- giao dịch tự nguyện,
- một dịch vụ môi trường được xác định rõ ràng,
- có ít nhất một người mua dịch vụ,
- ít nhất một người cung cấp dịch vụ,
- và phải có tính điều kiện (người mua chỉ chi trả khi mà người cung cấp đảm bảo việc cung cấp dịch vụ được diễn ra liên tục).